# 94 (nombre)
« Quatre-vingt-quatorze » et « Nonante-quatre » redirigent ici. Pour l'année, voir 94.
Le nombre 94 (quatre-vingt-quatorze ou nonante-quatre) est l'entier naturel qui suit 93 et qui précède 95.

## En mathématiques
Le nombre 94 est :
- Un nombre composé brésilien car 94 = 2246.
- Un nombre 17-gonal ou heptakaidecagonal.
- Un nombre de Smith.
- Un nombre nontotient.

## Dans d'autres domaines
Le nombre 94 est aussi :
- Le numéro atomique du plutonium, un actinide.
- le numéro de la sourate Ash-Sharh dans le Coran.
- Le numéro de l'Interstate 94, une autoroute qui part de l’État du Montana pour atteindre l’État du Michigan.
- L'indicatif téléphonique international pour appeler le Sri Lanka.
- Le numéro de la route européenne E94 qui part de Corinthe en Grèce pour atteindre Athènes en Grèce.
- Le n° du département français du Val-de-Marne.
- Le numéro de maillot du milieu de terrain français Jérémy Ménez qui évolue à l'AS Rome (Menez est originaire de Vitry-sur-Seine dans le Val-de-Marne).
- Années historiques : -94, 94 ou 1994.
- Ligne 94